# 별별 고양이: 맥스와 가크
별별 고양이: 맥스와 가크(영어: Counterfeit Cat)는 캐나다의 애니메이션 시리즈이다.

## 방송 국내
- 미국과: 2016년 5월 12일 (디즈니 XD)
- 한국: 2017년 1월 27일 (디즈니 채널)